# Digital Underground
Digital Underground foi um grupo de rap de Oakland, Califórnia fundado em 1987 por Gregory, Tupac Shakur, E. Jacobs, conhecido como "Shock-G". 
Shock-G passou a maior parte de sua juventude em Nova York sendo fortemente influenciado pelo funk dos anos 1970, então começou a se envolver com música criando um estilo de rap na West Side (costa oeste), o grupo foi formado para prestar uma homenagem aos ativistas sociais do Black Panthers (panteras negras). No final da década de 1980, ele alcança um grande sucesso com o álbum Sex Packets, que chega a ganhar disco de platina e a receber comentários positivos da crítica, nesta mesma época o Digital Undergound dá oportunidade a Tupac Shakur. 
Shock-G é responsável pela co-produção do primeiro álbum de Tupac Shakur intitulado '2Pacalypse Now'. 